# ヨハン・ニューゴースヴォル

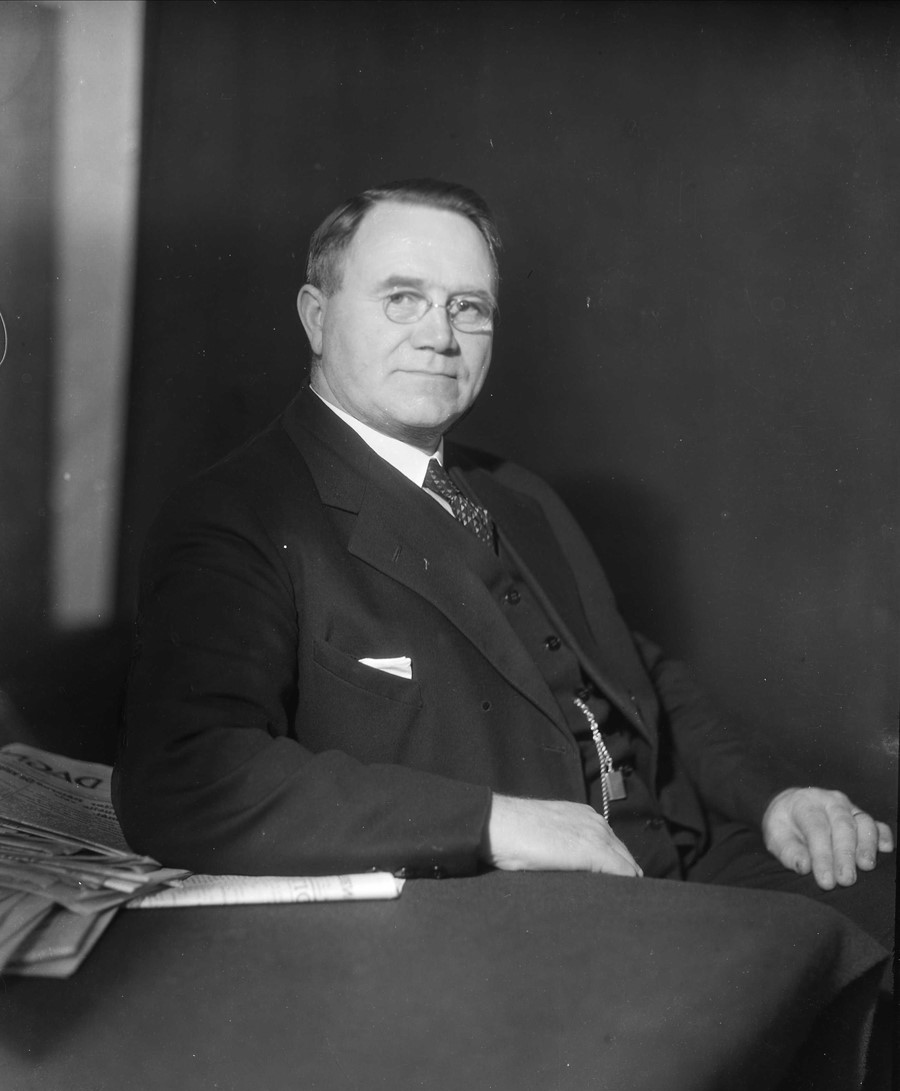
ヨハン・ニューゴースヴォル(1934年)

ヨハン・ニューゴースヴォル（ノルウェー語: Johan Nygaardsvold ノルウェー語発音: [ˈnỳːɡoːʂvɔɫ]、1879年9月6日 - 1952年3月13日）は、ノルウェーの政治家。ヨハン・ニューゴーシュヴォルとも表記される。アメリカ合衆国への出稼ぎも経験しており、労働党所属の政治家として活動した。国会議員（1916年-1949年）、農相（1928年）、国会議長（1934年-1935年）を経て首相（1935年-1945年）となり、労働党初の安定政権を築いた。
ナチス・ドイツのノルウェー侵攻（ヴェーザー演習）によって、ノルウェー王室とともにロンドンへ亡命した。ヴィドクン・クヴィスリングによる新内閣（クヴィスリング政権）を認めず、終戦まで亡命政権を指揮した。終戦後に帰国し、直後退陣（1945年6月）した。